# 潘丘卢保山猪笼草
潘丘卢保山猪笼草（学名：Nepenthes × pangulubauensis）是迈克猪笼草（N. mikei）和裸瓶猪笼草（N. gymnamphora）的自然杂交种。其得名于潘丘卢保山。其为苏门答腊特有的热带食虫植物。

## 扩展阅读
- 食虫植物数据库中潘丘卢保山猪笼草的信息 （页面存档备份，存于）

 维基共享资源上的相關多媒體資源：潘丘卢保山猪笼草
 維基物種上的相關：潘丘卢保山猪笼草